# Coccidencyrtus denieri
Coccidencyrtus denieri är en stekelart som beskrevs av Blanchard 1940. Coccidencyrtus denieri ingår i släktet Coccidencyrtus och familjen sköldlussteklar. Inga underarter finns listade i Catalogue of Life.